# Göran Henriksson (född 1953)
Jan Göran Henriksson, född 10 februari 1953 i Frösö församling i Jämtlands län, är en svensk företagsledare.
Göran Henriksson började på Östersunds-Posten 1979 som annonssäljare, men var en tid ifrån tidningen innan han 1992 återvände i rollen som konsult. Han var marknadschef vid Östersunds-Posten 1994–1997, VD för Östersunds-Posten 1997–2006 och för koncernen Östersunds Tidningar 2006–2010. Därefter var han VD för mejerikoncernen Milko 2010–2012.